# Ruins (First Aid Kit-album)
Ruins er det fjerde studiealbum af de svenske indiefolk-duo First Aid Kit. Albummet blev produceret af Tucker Martine og indeholder bidrag fra R.E.M.s Peter Buck, Wilcos Glenn Kotche og Midlakes McKenzie Smith. Albummet blev udgivet den 19. januar 2018. Albummets førstesingle, "It's a Shame", blev udgivet den 28. september 2017.

## Spor
Alle numre er skrevet af Klara og Johanna Söderberg.
| 1.    | "Rebel Heart"            | 5:22 |
| 2.    | "It's a Shame"           | 4:00 |
| 3.    | "Fireworks"              | 4:15 |
| 4.    | "Postcard"               | 3:47 |
| 5.    | "To Live a Life"         | 3:13 |
| 6.    | "My Wild Sweet Love"     | 3:55 |
| 7.    | "Distant Star"           | 3:10 |
| 8.    | "Ruins"                  | 3:31 |
| 9.    | "Hem of Her Dress"       | 3:23 |
| 10.   | "Nothing Has to Be True" | 4:58 |
| 39:34 |                          |      |

## Hitlister
| Hitliste (2018)               | Højeste placering |
| ----------------------------- | ----------------- |
| Australien (ARIA)             | 13                |
| Østrig (Ö3 Austria)           | 37                |
| Belgien (Ultratop Flanderen)  | 7                 |
| Belgien (Ultratop Vallonien)  | 76                |
| Danmark (Album Top-40)        | 28                |
| Holland (Album Top 100)       | 10                |
| Finland (Musiikkituottajat)   | 10                |
| Frankrig (SNEP)               | 60                |
| Tyskland (Offizielle Top 100) | 42                |
| Irland (IRMA)                 | 10                |
| Norge (VG-lista)              | 4                 |
| Skotland (OCC)                |                   |
| Sverige (Sverigetopplistan)   | 1                 |
| Schweiz (Schweizer Hitparade) | 11                |
| Storbritannien (OCC)          | 3                 |
| US Billboard 200              | 47                |
| US Folk Albums (Billboard)    | 2                 |
| US Rock Albums (Billboard)    | 6                 |

| Hitlister (2018)                   | Placering |
| ---------------------------------- | --------- |
| Belgian Albums (Ultratop Flanders) | 92        |
| Swedish Albums (Sverigetopplistan) | 16        |